# Cooperov bor
Cooperov bor (Pinus Cooperi) je srednje velik bor koji je endem Meksika.
Raste u Sierra Madre Occidental u meksičkim saveznim državama Chihuahua i Durango. Ova je sorta izvorno opisana kao zasebna vrsta, ali ju je Farjon 1997. podveo pod Pinus arizonica. Neki, prvenstveno meksički, botaničari nisu prihvatili ovu promjenu. Silba je 2009. godine također reklasificirao ovu vrstu u podvrstu, na temelju činjenice što je različitija od tipske podvrste nego što je to slučaj kod var. stormiae, no ovu taksonomiju slijedi još manje autora. Neki autori ovu podvrstu smatraju usko povezanim s Hartwegovim borom (Pinus hartwegii).